# Traun Steelsharks 2024
Questa voce raccoglie le informazioni riguardanti i Traun Steelsharks nelle competizioni ufficiali della stagione 2024.

## AFL - Division I 2024

### Stagione regolare
| St. Georgen am Steinfelde 6 aprile 2024, ore 16:00 1ª giornata | Sankt Pölten Invaders | 27 – 14 (6-7 8-7 7-0 6-0) referto | Traun Steelsharks | Invaders field |

| Traun 21 aprile 2024, ore 15:00 2ª giornata | Traun Steelsharks | 24 – 27 (6-0 18-0 0-7 0-20) referto | Red Tigers | Sportzentrum Traun |

| Graz 28 aprile 2024, ore 10:30 3ª giornata | Styrian Bears | 56 – 16 (21-0 21-9 0-0 14-7) referto | Traun Steelsharks | Verbandsplatz |

| Traun 11 maggio 2024, ore 17:00 4ª giornata | Traun Steelsharks | 7 – 33 (0-7 0-20 0-6 7-0) referto | Amstetten Thunder | Sportzentrum Traun |

| Székesfehérvár 19 maggio 2024, ore 15:00 5ª giornata | Fehérvár Enthroners 2 | 41 – 0 (14-0 20-0 0-0 7-0) referto | Traun Steelsharks | FIRST Field |

| Traun 1º giugno 2024, ore 17:00 6ª giornata | Traun Steelsharks | 0 – 28 (0-6 0-20 0-0 0-8) referto | Carinthian Lions | Sportzentrum Traun |

| Hohenems 16 giugno 2024, ore 13:00 8ª giornata | Cineplexx Blue Devils | 42 – 3 referto | Traun Steelsharks | Stadion Herrenried |

| Traun 22 giugno 2024, ore 17:00 9ª giornata | Traun Steelsharks | 9 – 41 (0-8 9-14 0-12 0-7) referto | Vienna Knights | Sportzentrum Traun |

### Statistiche di squadra
| Competizione      | %Vittorie | In casa | In casa | In casa | In casa | In casa | In casa | In trasferta | In trasferta | In trasferta | In trasferta | In trasferta | In trasferta | Totale | Totale | Totale | Totale | Totale | Totale |
| Competizione      | %Vittorie | G       | V       | N       | P       | Pf      | Ps      | G            | V            | N            | P            | Pf           | Ps           | G      | V      | N      | P      | Pf     | Ps     |
| ----------------- | --------- | ------- | ------- | ------- | ------- | ------- | ------- | ------------ | ------------ | ------------ | ------------ | ------------ | ------------ | ------ | ------ | ------ | ------ | ------ | ------ |
| Stagione regolare | .000      | 4       | 0       | 0       | 4       | 40      | 129     | 4            | 0            | 0            | 4            | 33           | 166          | 8      | 0      | 0      | 8      | 73     | 295    |
| Totale            | .000      | 4       | 0       | 0       | 4       | 40      | 129     | 4            | 0            | 0            | 4            | 33           | 166          | 8      | 0      | 0      | 8      | 73     | 295    |